# سیارک ۷۷۷۹
سیارک ۷۷۷۹ (به انگلیسی: 7779 Susanring، نامگذاری:1993KL) هفت هزار و هفتصد و هفتاد و نهمین سیارک کشف شده‌است که در ۱۹ مه ۱۹۹۳ کشف شد.
قدر مطلق سیارک برابر ۱۳٫۹۰ است.